# Osera de Ebro
Osera de Ebro és un municipi de la província de Saragossa situat a la comarca de Saragossa. El 2023 tenia 401 habitants.